# 伊勢崎神社
伊勢崎神社（いせさきじんじゃ）は、群馬県伊勢崎市本町にある神社。旧社名は飯福神社（いいふくじんじゃ）で、通称はいいふくさま。旧社格は県社。社紋は「丸に剣片喰」。

## 祭神
主祭神は保食神。このほか下記の27柱を祀る。
- 大日女命（天照大神）
- 素戔嗚命
- 誉田別命（応神天皇）
- 菅原道真命
- 大雷命
- 健御名方命
- 火産霊命
- 大物主命
- 経津主命
- 市杵島姫命
- 表筒男命（住吉三神）
- 武甕槌命
- 倉稲魂命（稲荷神）
- 大山祇命
- 埴安姫命
- 大己貴命（大国主）
- 少彦名命
- 速佐須良姫命（祓戸大神）
- 速秋津姫命
- 火雷命
- 天羽槌男命
- 別雷命
- 武内宿禰命
- 菊理姫命
- 櫛御気野命（熊野大神）
- 罔象女命
- 八衢比古命（岐の神）

## 歴史

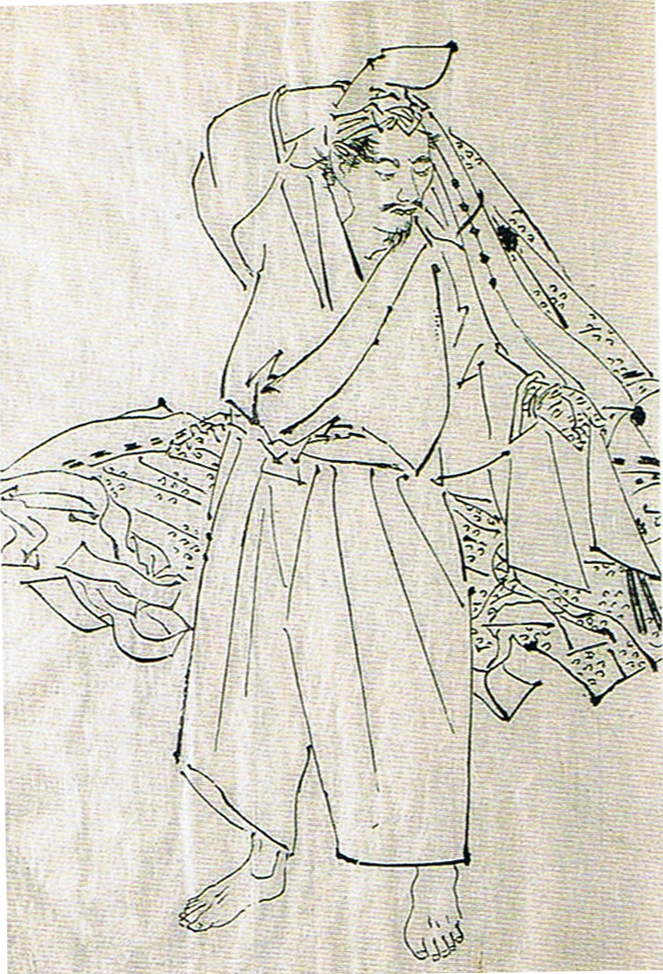
三浦義澄

創建は建保元年（鎌倉時代）、三浦義澄（三浦介義澄）によるものと伝えられている。地元・赤石城（伊勢崎城）城主からの信仰篤く、後に上杉謙信（輝虎）や由良信濃守成繁といった武将らも崇敬していたという。江戸時代以降、当地の領主が代々、社殿の修繕や祭典執行を担い、明和9年には吉田家から正一位に叙されている。
1873年（明治6年）に社格が村社に列し、1906年（明治39年）には神饌幣帛料供進神社の指定を受ける。1926年（大正15年）、近くにあった稲荷神社など数社が合併し、社名を飯福神社から伊勢崎神社へと改称。1941年（昭和16年）には社格が県社に列した。

## 境内
境内地の広さは約700坪である。ケヤキやイチョウなどの木々が生い茂っている。
拝殿は1935年（昭和10年）の建築。正面入口上部に掲げられている巨大な木製のプロペラは、旧・中島飛行機（のちの富士重工業、現・SUBARU）の社員が1937年（昭和12年）に、戦地から無事に帰還するよう祈願して奉納した九〇式三号水上偵察機のものである。プロペラは当社の朱印や渡航・航空安全お守りのデザインにも反映されている。
境内社として稲荷神社（もと三光町）、福徳社（福徳社会館内）がある。

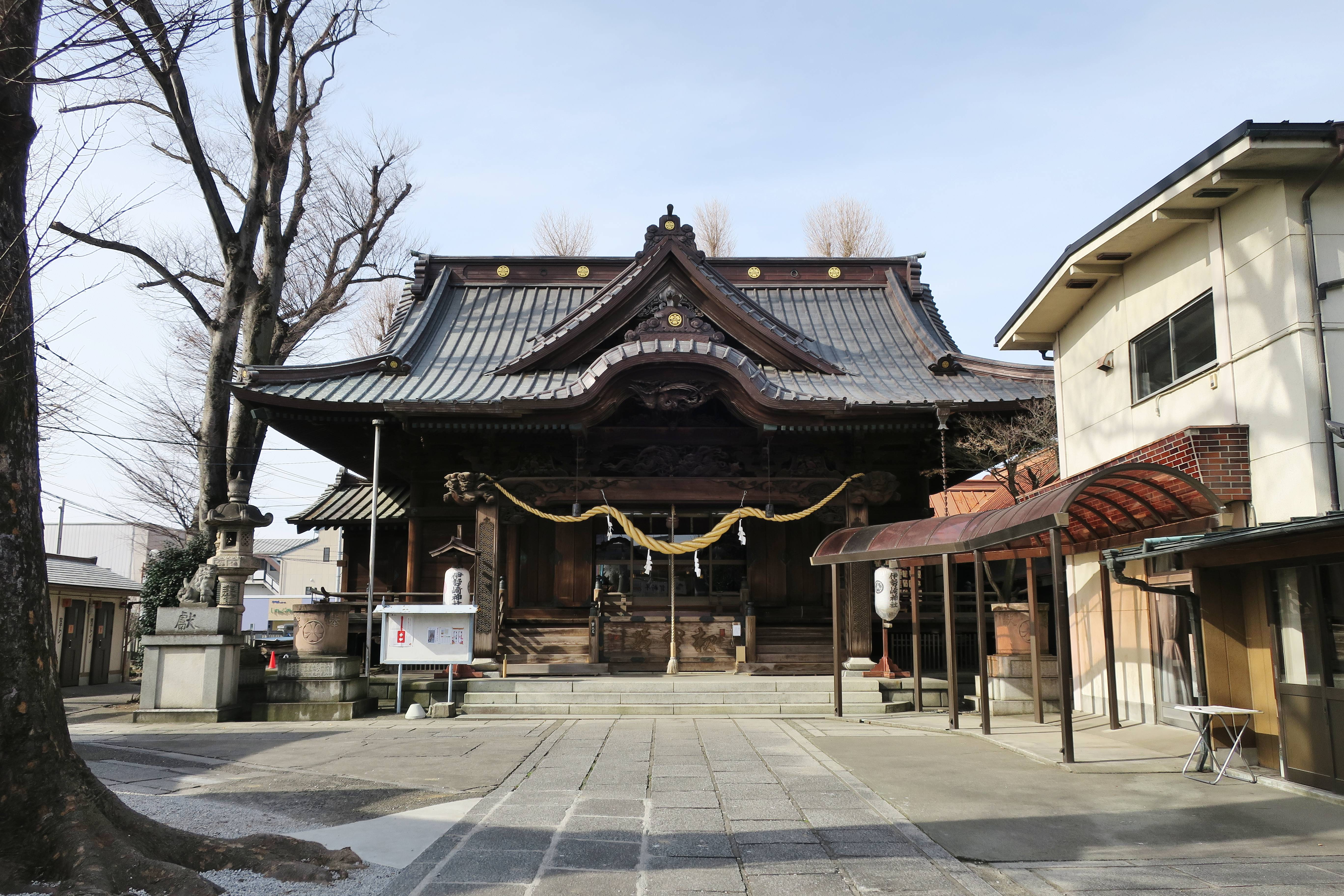
拝殿
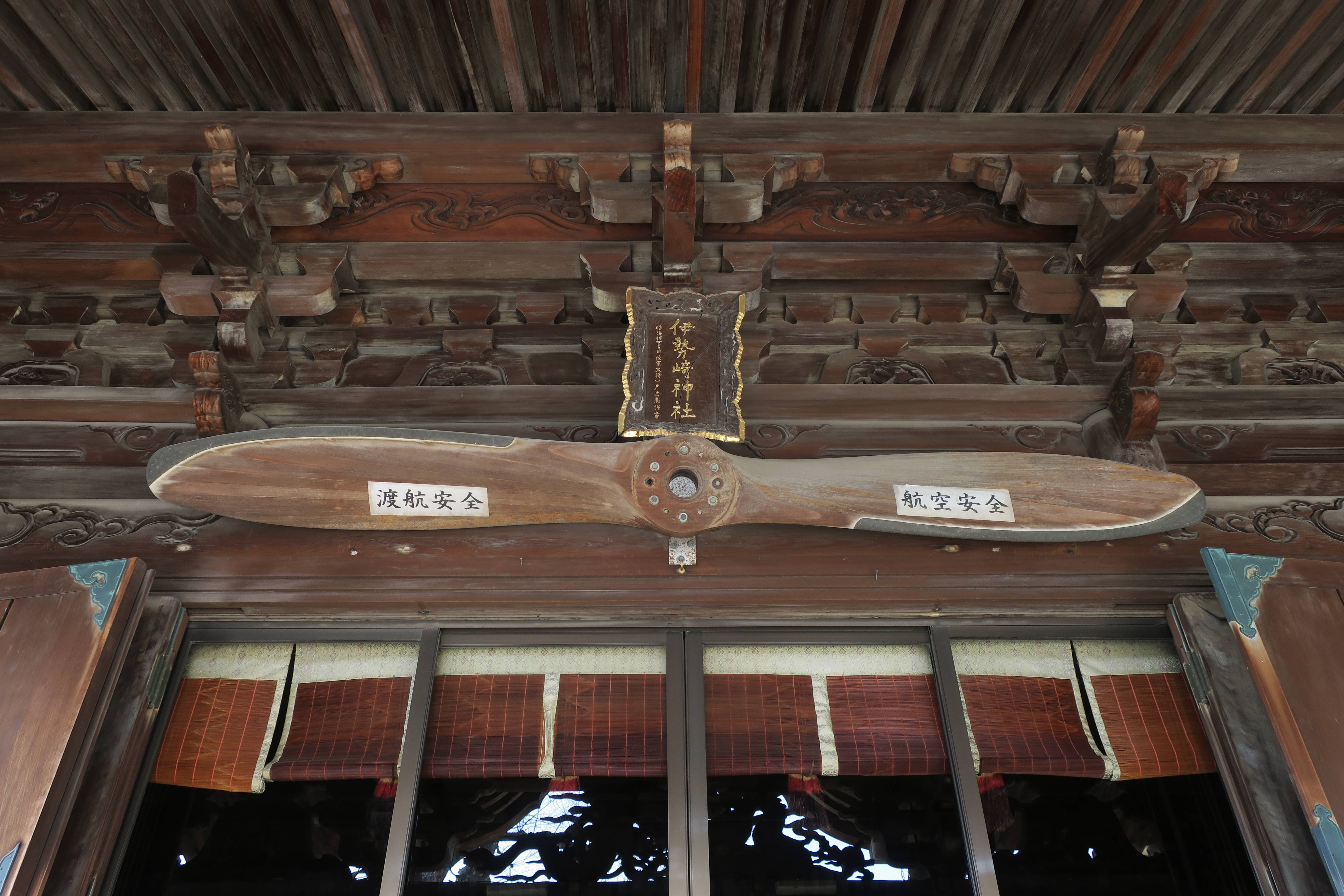
拝殿のプロペラ 扁額は一戸兵衛の書
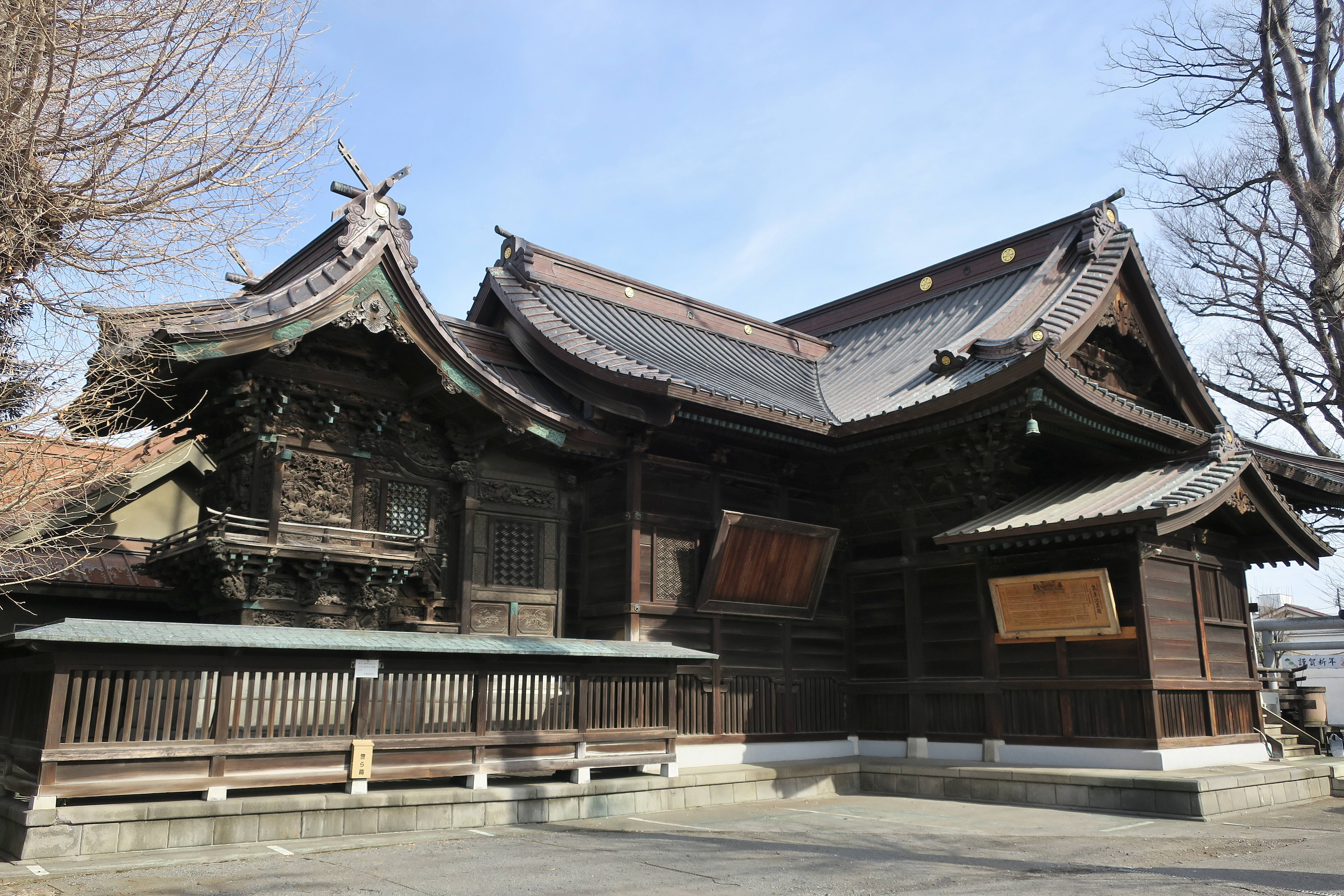
本殿
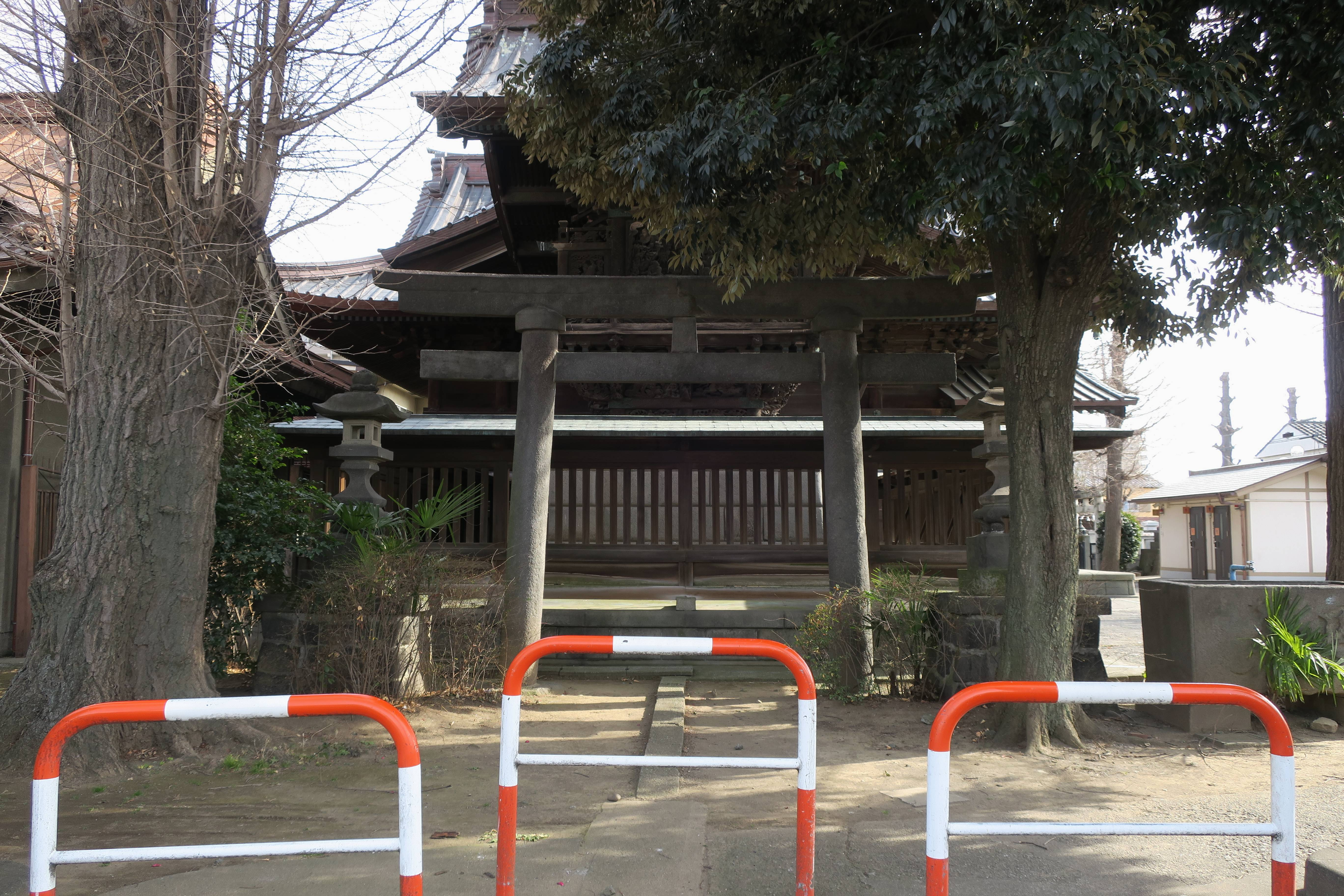
境内裏の鳥居
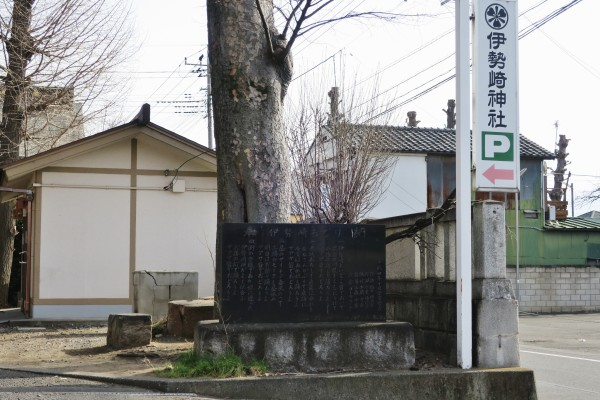
境内に建つ「伊勢崎おどり」の石碑

## 例祭・神事

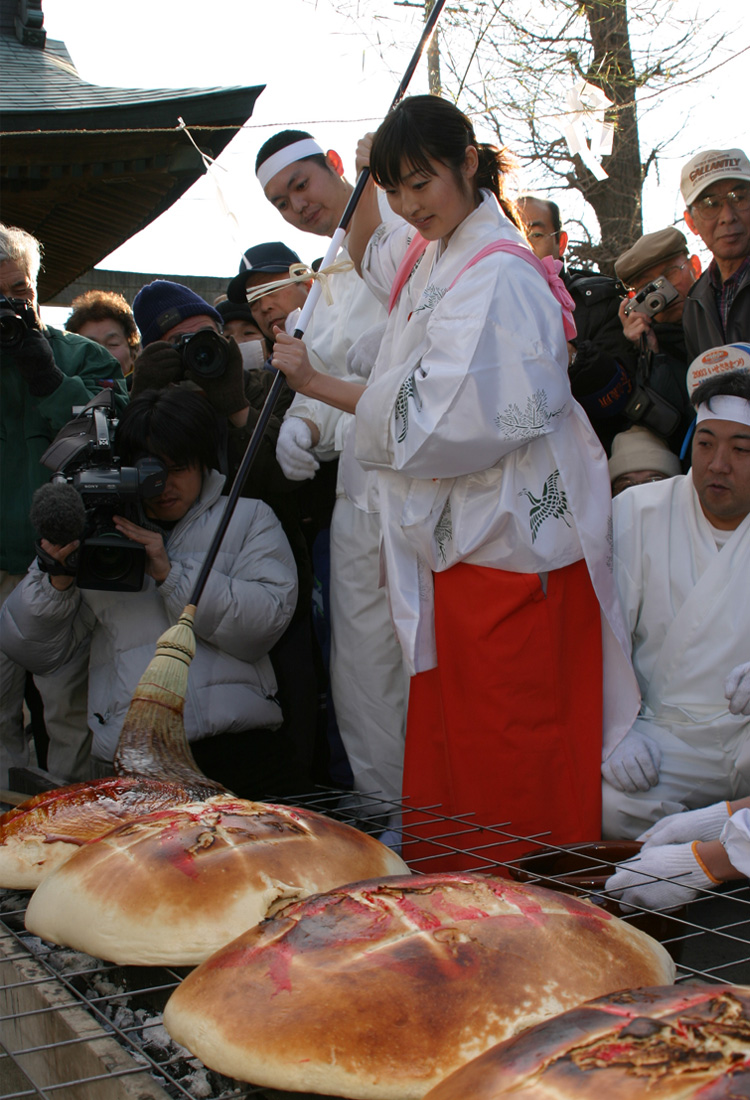
上州焼き饅祭（2004年）

- 上州焼き饅祭（じょうしゅうやきまんさい、1月11日） - 巨大な焼きまんじゅうを焼き上げる[9]。2003年（平成15年）以降、いせさき初市（だるま市）に合わせて開催されている[10]。
- ゑびす講祭（11月19日15時 - 19時）[11]

## 交通アクセス
公共交通機関
JR両毛線および東武伊勢崎線・伊勢崎駅から徒歩約10分間。
東武伊勢崎線・新伊勢崎駅から徒歩約10分間。
最寄りのバス停留所は「本町二番」。国際十王交通が路線バスを運行している。
自家用自動車
北関東自動車道・駒形インターチェンジまたは伊勢崎インターチェンジから自動車で約15分間。
関越自動車道・本庄児玉インターチェンジから自動車で約25分間。
駐車場20台。このほか近隣に伊勢崎市営の本町有料駐車場がある。

## その他
- かつての宮元町（みやもとちょう、現在の伊勢崎市三光町・平和町・本町）という町名は、当社の鎮座地であることに由来している[15]。
- 当社のお守りは袋に伊勢崎絣（伊勢崎銘仙）を用いたものがある。現代では貴重な生地であるため、取り替えは中身のみとすることが推奨されている[16]。
- 伊勢崎市出身の漫画家・くらっぺの協力により『はぐちさん』キーホルダーを製作している[17]。
- 伊勢崎市の名物「神社コロッケ」発祥の地である[8]。
- 伊勢崎市内には「飯福神社」が他に美茂呂町3412番地と、境中島407にある[1][18]。